# La Bourdonnais (joueur d'échecs)
Pour les articles homonymes, voir Mahé et La Bourdonnais.
Louis Charles Mahé de La Bourdonnais, souvent abrégé en La Bourdonnais dans le monde des échecs et parfois en Charles de La Bourdonnais, né vers 1796 à l'île de La Réunion et mort le 13 décembre 1840 à Londres, est un joueur d'échecs français.
Petit-fils de Bertrand-François Mahé de La Bourdonnais, il est le fondateur de la première revue d'échecs, Le Palamède. Il est considéré comme le plus fort joueur d'échecs au début du XIXe siècle et l'un de ceux que la France a eu après François-André Danican Philidor, notamment grâce à son talent extraordinaire pour les combinaisons. Son style de jeu est moderne. Certaines ouvertures portent son nom encore aujourd'hui, dans la partie italienne notamment. Evgueny Svechnikov lui a attribué une variante de la défense sicilienne : la variante La Bourdonnais.
La Bourdonnais était considéré comme le champion du monde d'échecs non officiel (il n'y avait pas de titre officiel à l'époque) à partir de 1821 — date à laquelle il put battre son professeur Alexandre Deschapelles — jusqu'à sa mort en 1840. En effet, sa série de matches la plus célèbre, considérée comme un championnat du monde officieux, a été celle contre le joueur irlandais Alexander McDonnell en 1834.

## Biographie

### Jeunesse
Dans sa jeunesse, Charles Mahé de La Bourdonnais passe déjà beaucoup de temps au célèbre Café de la Régence à Paris, où il a sa propre table et joue aux échecs presque chaque jour, de midi jusqu'à minuit, le « jeu royal » occupant toute sa vie. Il joue contre quiconque est disposé à risquer une petite somme. Il prend des cours auprès d'Alexandre Deschapelles, le joueur le plus fort de France jusque-là, mais il finit par le détrôner.
En 1821, il bat John Cochrane dans un match à Paris par le score de 7 à 0.
En 1827, il publie la biographie de son grand-père, Bertrand-François Mahé de La Bourdonnais, un éminent amiral français.
En 1833, il publie un manuel sur les échecs : Nouveau Traité du jeu des échecs (Paris), entièrement composé pour les amateurs et les passionnés d'échecs.

### Match avec McDonnell (1834)
Puisqu'il n'y avait plus en France aucun joueur qui pût le battre, La Bourdonnais alla en 1834 à Londres pour y défier celui qui était le joueur le plus fort du Royaume-Uni, l'Irlandais Alexander McDonnell. Ce premier match, mémorable dans l'histoire des échecs, dura de juin jusqu'à novembre 1834 en plusieurs étapes et totalisa 85 parties. La Bourdonnais gagna sur le score de 45 victoires, 27 défaites et 13 parties nulles (+45 −27 =13).
Les parties, jouées encore sans minutage, furent notées et publiées. Les rencontres se déroulaient dans les cafés de l'époque, et dans une atmosphère bruyante, ce qui déstabilisa le calme McDonnell, alors que La Bourdonnais y était insensible. Celui-ci d'ailleurs, ne se privait pas de faire des commentaires sur le jeu de son adversaire pendant les parties.

### Fin de carrière
Après cette victoire contre McDonnell, La Bourdonnais fut considéré comme le joueur le plus fort du monde. Il revint à Paris et y fonda le premier journal d'échecs, Le Palamède, dont la première version parut de 1836 à 1839. 
Peu après, il fut atteint d'hydropisie. Il partit en Angleterre pour se soigner et mourut à Londres le 13 décembre 1840 à 43 ans.

## Quelques parties remarquables
|   | a | b | c | d | e | f | g | h |   |
| 8 | Fou noir sur case noire d8 · Tour noire sur case blanche g8 · Roi noir sur case noire h8 · Pion blanc sur case blanche d7 · Pion noir sur case noire g7 · Pion noir sur case blanche h7 · Pion noir sur case noire a5 · Dame blanche sur case noire c3 · Pion blanc sur case blanche a2 · Pion blanc sur case noire b2 · Pion noir sur case noire d2 · Pion noir sur case blanche e2 · Pion noir sur case noire f2 · Pion blanc sur case blanche g2 · Pion blanc sur case noire h2 · Tour blanche sur case blanche d1 · Roi blanc sur case blanche h1 | Fou noir sur case noire d8 · Tour noire sur case blanche g8 · Roi noir sur case noire h8 · Pion blanc sur case blanche d7 · Pion noir sur case noire g7 · Pion noir sur case blanche h7 · Pion noir sur case noire a5 · Dame blanche sur case noire c3 · Pion blanc sur case blanche a2 · Pion blanc sur case noire b2 · Pion noir sur case noire d2 · Pion noir sur case blanche e2 · Pion noir sur case noire f2 · Pion blanc sur case blanche g2 · Pion blanc sur case noire h2 · Tour blanche sur case blanche d1 · Roi blanc sur case blanche h1 | Fou noir sur case noire d8 · Tour noire sur case blanche g8 · Roi noir sur case noire h8 · Pion blanc sur case blanche d7 · Pion noir sur case noire g7 · Pion noir sur case blanche h7 · Pion noir sur case noire a5 · Dame blanche sur case noire c3 · Pion blanc sur case blanche a2 · Pion blanc sur case noire b2 · Pion noir sur case noire d2 · Pion noir sur case blanche e2 · Pion noir sur case noire f2 · Pion blanc sur case blanche g2 · Pion blanc sur case noire h2 · Tour blanche sur case blanche d1 · Roi blanc sur case blanche h1 | Fou noir sur case noire d8 · Tour noire sur case blanche g8 · Roi noir sur case noire h8 · Pion blanc sur case blanche d7 · Pion noir sur case noire g7 · Pion noir sur case blanche h7 · Pion noir sur case noire a5 · Dame blanche sur case noire c3 · Pion blanc sur case blanche a2 · Pion blanc sur case noire b2 · Pion noir sur case noire d2 · Pion noir sur case blanche e2 · Pion noir sur case noire f2 · Pion blanc sur case blanche g2 · Pion blanc sur case noire h2 · Tour blanche sur case blanche d1 · Roi blanc sur case blanche h1 | Fou noir sur case noire d8 · Tour noire sur case blanche g8 · Roi noir sur case noire h8 · Pion blanc sur case blanche d7 · Pion noir sur case noire g7 · Pion noir sur case blanche h7 · Pion noir sur case noire a5 · Dame blanche sur case noire c3 · Pion blanc sur case blanche a2 · Pion blanc sur case noire b2 · Pion noir sur case noire d2 · Pion noir sur case blanche e2 · Pion noir sur case noire f2 · Pion blanc sur case blanche g2 · Pion blanc sur case noire h2 · Tour blanche sur case blanche d1 · Roi blanc sur case blanche h1 | Fou noir sur case noire d8 · Tour noire sur case blanche g8 · Roi noir sur case noire h8 · Pion blanc sur case blanche d7 · Pion noir sur case noire g7 · Pion noir sur case blanche h7 · Pion noir sur case noire a5 · Dame blanche sur case noire c3 · Pion blanc sur case blanche a2 · Pion blanc sur case noire b2 · Pion noir sur case noire d2 · Pion noir sur case blanche e2 · Pion noir sur case noire f2 · Pion blanc sur case blanche g2 · Pion blanc sur case noire h2 · Tour blanche sur case blanche d1 · Roi blanc sur case blanche h1 | Fou noir sur case noire d8 · Tour noire sur case blanche g8 · Roi noir sur case noire h8 · Pion blanc sur case blanche d7 · Pion noir sur case noire g7 · Pion noir sur case blanche h7 · Pion noir sur case noire a5 · Dame blanche sur case noire c3 · Pion blanc sur case blanche a2 · Pion blanc sur case noire b2 · Pion noir sur case noire d2 · Pion noir sur case blanche e2 · Pion noir sur case noire f2 · Pion blanc sur case blanche g2 · Pion blanc sur case noire h2 · Tour blanche sur case blanche d1 · Roi blanc sur case blanche h1 | Fou noir sur case noire d8 · Tour noire sur case blanche g8 · Roi noir sur case noire h8 · Pion blanc sur case blanche d7 · Pion noir sur case noire g7 · Pion noir sur case blanche h7 · Pion noir sur case noire a5 · Dame blanche sur case noire c3 · Pion blanc sur case blanche a2 · Pion blanc sur case noire b2 · Pion noir sur case noire d2 · Pion noir sur case blanche e2 · Pion noir sur case noire f2 · Pion blanc sur case blanche g2 · Pion blanc sur case noire h2 · Tour blanche sur case blanche d1 · Roi blanc sur case blanche h1 | 8 |
| 7 | Fou noir sur case noire d8 · Tour noire sur case blanche g8 · Roi noir sur case noire h8 · Pion blanc sur case blanche d7 · Pion noir sur case noire g7 · Pion noir sur case blanche h7 · Pion noir sur case noire a5 · Dame blanche sur case noire c3 · Pion blanc sur case blanche a2 · Pion blanc sur case noire b2 · Pion noir sur case noire d2 · Pion noir sur case blanche e2 · Pion noir sur case noire f2 · Pion blanc sur case blanche g2 · Pion blanc sur case noire h2 · Tour blanche sur case blanche d1 · Roi blanc sur case blanche h1 | Fou noir sur case noire d8 · Tour noire sur case blanche g8 · Roi noir sur case noire h8 · Pion blanc sur case blanche d7 · Pion noir sur case noire g7 · Pion noir sur case blanche h7 · Pion noir sur case noire a5 · Dame blanche sur case noire c3 · Pion blanc sur case blanche a2 · Pion blanc sur case noire b2 · Pion noir sur case noire d2 · Pion noir sur case blanche e2 · Pion noir sur case noire f2 · Pion blanc sur case blanche g2 · Pion blanc sur case noire h2 · Tour blanche sur case blanche d1 · Roi blanc sur case blanche h1 | Fou noir sur case noire d8 · Tour noire sur case blanche g8 · Roi noir sur case noire h8 · Pion blanc sur case blanche d7 · Pion noir sur case noire g7 · Pion noir sur case blanche h7 · Pion noir sur case noire a5 · Dame blanche sur case noire c3 · Pion blanc sur case blanche a2 · Pion blanc sur case noire b2 · Pion noir sur case noire d2 · Pion noir sur case blanche e2 · Pion noir sur case noire f2 · Pion blanc sur case blanche g2 · Pion blanc sur case noire h2 · Tour blanche sur case blanche d1 · Roi blanc sur case blanche h1 | Fou noir sur case noire d8 · Tour noire sur case blanche g8 · Roi noir sur case noire h8 · Pion blanc sur case blanche d7 · Pion noir sur case noire g7 · Pion noir sur case blanche h7 · Pion noir sur case noire a5 · Dame blanche sur case noire c3 · Pion blanc sur case blanche a2 · Pion blanc sur case noire b2 · Pion noir sur case noire d2 · Pion noir sur case blanche e2 · Pion noir sur case noire f2 · Pion blanc sur case blanche g2 · Pion blanc sur case noire h2 · Tour blanche sur case blanche d1 · Roi blanc sur case blanche h1 | Fou noir sur case noire d8 · Tour noire sur case blanche g8 · Roi noir sur case noire h8 · Pion blanc sur case blanche d7 · Pion noir sur case noire g7 · Pion noir sur case blanche h7 · Pion noir sur case noire a5 · Dame blanche sur case noire c3 · Pion blanc sur case blanche a2 · Pion blanc sur case noire b2 · Pion noir sur case noire d2 · Pion noir sur case blanche e2 · Pion noir sur case noire f2 · Pion blanc sur case blanche g2 · Pion blanc sur case noire h2 · Tour blanche sur case blanche d1 · Roi blanc sur case blanche h1 | Fou noir sur case noire d8 · Tour noire sur case blanche g8 · Roi noir sur case noire h8 · Pion blanc sur case blanche d7 · Pion noir sur case noire g7 · Pion noir sur case blanche h7 · Pion noir sur case noire a5 · Dame blanche sur case noire c3 · Pion blanc sur case blanche a2 · Pion blanc sur case noire b2 · Pion noir sur case noire d2 · Pion noir sur case blanche e2 · Pion noir sur case noire f2 · Pion blanc sur case blanche g2 · Pion blanc sur case noire h2 · Tour blanche sur case blanche d1 · Roi blanc sur case blanche h1 | Fou noir sur case noire d8 · Tour noire sur case blanche g8 · Roi noir sur case noire h8 · Pion blanc sur case blanche d7 · Pion noir sur case noire g7 · Pion noir sur case blanche h7 · Pion noir sur case noire a5 · Dame blanche sur case noire c3 · Pion blanc sur case blanche a2 · Pion blanc sur case noire b2 · Pion noir sur case noire d2 · Pion noir sur case blanche e2 · Pion noir sur case noire f2 · Pion blanc sur case blanche g2 · Pion blanc sur case noire h2 · Tour blanche sur case blanche d1 · Roi blanc sur case blanche h1 | Fou noir sur case noire d8 · Tour noire sur case blanche g8 · Roi noir sur case noire h8 · Pion blanc sur case blanche d7 · Pion noir sur case noire g7 · Pion noir sur case blanche h7 · Pion noir sur case noire a5 · Dame blanche sur case noire c3 · Pion blanc sur case blanche a2 · Pion blanc sur case noire b2 · Pion noir sur case noire d2 · Pion noir sur case blanche e2 · Pion noir sur case noire f2 · Pion blanc sur case blanche g2 · Pion blanc sur case noire h2 · Tour blanche sur case blanche d1 · Roi blanc sur case blanche h1 | 7 |
| 6 | Fou noir sur case noire d8 · Tour noire sur case blanche g8 · Roi noir sur case noire h8 · Pion blanc sur case blanche d7 · Pion noir sur case noire g7 · Pion noir sur case blanche h7 · Pion noir sur case noire a5 · Dame blanche sur case noire c3 · Pion blanc sur case blanche a2 · Pion blanc sur case noire b2 · Pion noir sur case noire d2 · Pion noir sur case blanche e2 · Pion noir sur case noire f2 · Pion blanc sur case blanche g2 · Pion blanc sur case noire h2 · Tour blanche sur case blanche d1 · Roi blanc sur case blanche h1 | Fou noir sur case noire d8 · Tour noire sur case blanche g8 · Roi noir sur case noire h8 · Pion blanc sur case blanche d7 · Pion noir sur case noire g7 · Pion noir sur case blanche h7 · Pion noir sur case noire a5 · Dame blanche sur case noire c3 · Pion blanc sur case blanche a2 · Pion blanc sur case noire b2 · Pion noir sur case noire d2 · Pion noir sur case blanche e2 · Pion noir sur case noire f2 · Pion blanc sur case blanche g2 · Pion blanc sur case noire h2 · Tour blanche sur case blanche d1 · Roi blanc sur case blanche h1 | Fou noir sur case noire d8 · Tour noire sur case blanche g8 · Roi noir sur case noire h8 · Pion blanc sur case blanche d7 · Pion noir sur case noire g7 · Pion noir sur case blanche h7 · Pion noir sur case noire a5 · Dame blanche sur case noire c3 · Pion blanc sur case blanche a2 · Pion blanc sur case noire b2 · Pion noir sur case noire d2 · Pion noir sur case blanche e2 · Pion noir sur case noire f2 · Pion blanc sur case blanche g2 · Pion blanc sur case noire h2 · Tour blanche sur case blanche d1 · Roi blanc sur case blanche h1 | Fou noir sur case noire d8 · Tour noire sur case blanche g8 · Roi noir sur case noire h8 · Pion blanc sur case blanche d7 · Pion noir sur case noire g7 · Pion noir sur case blanche h7 · Pion noir sur case noire a5 · Dame blanche sur case noire c3 · Pion blanc sur case blanche a2 · Pion blanc sur case noire b2 · Pion noir sur case noire d2 · Pion noir sur case blanche e2 · Pion noir sur case noire f2 · Pion blanc sur case blanche g2 · Pion blanc sur case noire h2 · Tour blanche sur case blanche d1 · Roi blanc sur case blanche h1 | Fou noir sur case noire d8 · Tour noire sur case blanche g8 · Roi noir sur case noire h8 · Pion blanc sur case blanche d7 · Pion noir sur case noire g7 · Pion noir sur case blanche h7 · Pion noir sur case noire a5 · Dame blanche sur case noire c3 · Pion blanc sur case blanche a2 · Pion blanc sur case noire b2 · Pion noir sur case noire d2 · Pion noir sur case blanche e2 · Pion noir sur case noire f2 · Pion blanc sur case blanche g2 · Pion blanc sur case noire h2 · Tour blanche sur case blanche d1 · Roi blanc sur case blanche h1 | Fou noir sur case noire d8 · Tour noire sur case blanche g8 · Roi noir sur case noire h8 · Pion blanc sur case blanche d7 · Pion noir sur case noire g7 · Pion noir sur case blanche h7 · Pion noir sur case noire a5 · Dame blanche sur case noire c3 · Pion blanc sur case blanche a2 · Pion blanc sur case noire b2 · Pion noir sur case noire d2 · Pion noir sur case blanche e2 · Pion noir sur case noire f2 · Pion blanc sur case blanche g2 · Pion blanc sur case noire h2 · Tour blanche sur case blanche d1 · Roi blanc sur case blanche h1 | Fou noir sur case noire d8 · Tour noire sur case blanche g8 · Roi noir sur case noire h8 · Pion blanc sur case blanche d7 · Pion noir sur case noire g7 · Pion noir sur case blanche h7 · Pion noir sur case noire a5 · Dame blanche sur case noire c3 · Pion blanc sur case blanche a2 · Pion blanc sur case noire b2 · Pion noir sur case noire d2 · Pion noir sur case blanche e2 · Pion noir sur case noire f2 · Pion blanc sur case blanche g2 · Pion blanc sur case noire h2 · Tour blanche sur case blanche d1 · Roi blanc sur case blanche h1 | Fou noir sur case noire d8 · Tour noire sur case blanche g8 · Roi noir sur case noire h8 · Pion blanc sur case blanche d7 · Pion noir sur case noire g7 · Pion noir sur case blanche h7 · Pion noir sur case noire a5 · Dame blanche sur case noire c3 · Pion blanc sur case blanche a2 · Pion blanc sur case noire b2 · Pion noir sur case noire d2 · Pion noir sur case blanche e2 · Pion noir sur case noire f2 · Pion blanc sur case blanche g2 · Pion blanc sur case noire h2 · Tour blanche sur case blanche d1 · Roi blanc sur case blanche h1 | 6 |
| 5 | Fou noir sur case noire d8 · Tour noire sur case blanche g8 · Roi noir sur case noire h8 · Pion blanc sur case blanche d7 · Pion noir sur case noire g7 · Pion noir sur case blanche h7 · Pion noir sur case noire a5 · Dame blanche sur case noire c3 · Pion blanc sur case blanche a2 · Pion blanc sur case noire b2 · Pion noir sur case noire d2 · Pion noir sur case blanche e2 · Pion noir sur case noire f2 · Pion blanc sur case blanche g2 · Pion blanc sur case noire h2 · Tour blanche sur case blanche d1 · Roi blanc sur case blanche h1 | Fou noir sur case noire d8 · Tour noire sur case blanche g8 · Roi noir sur case noire h8 · Pion blanc sur case blanche d7 · Pion noir sur case noire g7 · Pion noir sur case blanche h7 · Pion noir sur case noire a5 · Dame blanche sur case noire c3 · Pion blanc sur case blanche a2 · Pion blanc sur case noire b2 · Pion noir sur case noire d2 · Pion noir sur case blanche e2 · Pion noir sur case noire f2 · Pion blanc sur case blanche g2 · Pion blanc sur case noire h2 · Tour blanche sur case blanche d1 · Roi blanc sur case blanche h1 | Fou noir sur case noire d8 · Tour noire sur case blanche g8 · Roi noir sur case noire h8 · Pion blanc sur case blanche d7 · Pion noir sur case noire g7 · Pion noir sur case blanche h7 · Pion noir sur case noire a5 · Dame blanche sur case noire c3 · Pion blanc sur case blanche a2 · Pion blanc sur case noire b2 · Pion noir sur case noire d2 · Pion noir sur case blanche e2 · Pion noir sur case noire f2 · Pion blanc sur case blanche g2 · Pion blanc sur case noire h2 · Tour blanche sur case blanche d1 · Roi blanc sur case blanche h1 | Fou noir sur case noire d8 · Tour noire sur case blanche g8 · Roi noir sur case noire h8 · Pion blanc sur case blanche d7 · Pion noir sur case noire g7 · Pion noir sur case blanche h7 · Pion noir sur case noire a5 · Dame blanche sur case noire c3 · Pion blanc sur case blanche a2 · Pion blanc sur case noire b2 · Pion noir sur case noire d2 · Pion noir sur case blanche e2 · Pion noir sur case noire f2 · Pion blanc sur case blanche g2 · Pion blanc sur case noire h2 · Tour blanche sur case blanche d1 · Roi blanc sur case blanche h1 | Fou noir sur case noire d8 · Tour noire sur case blanche g8 · Roi noir sur case noire h8 · Pion blanc sur case blanche d7 · Pion noir sur case noire g7 · Pion noir sur case blanche h7 · Pion noir sur case noire a5 · Dame blanche sur case noire c3 · Pion blanc sur case blanche a2 · Pion blanc sur case noire b2 · Pion noir sur case noire d2 · Pion noir sur case blanche e2 · Pion noir sur case noire f2 · Pion blanc sur case blanche g2 · Pion blanc sur case noire h2 · Tour blanche sur case blanche d1 · Roi blanc sur case blanche h1 | Fou noir sur case noire d8 · Tour noire sur case blanche g8 · Roi noir sur case noire h8 · Pion blanc sur case blanche d7 · Pion noir sur case noire g7 · Pion noir sur case blanche h7 · Pion noir sur case noire a5 · Dame blanche sur case noire c3 · Pion blanc sur case blanche a2 · Pion blanc sur case noire b2 · Pion noir sur case noire d2 · Pion noir sur case blanche e2 · Pion noir sur case noire f2 · Pion blanc sur case blanche g2 · Pion blanc sur case noire h2 · Tour blanche sur case blanche d1 · Roi blanc sur case blanche h1 | Fou noir sur case noire d8 · Tour noire sur case blanche g8 · Roi noir sur case noire h8 · Pion blanc sur case blanche d7 · Pion noir sur case noire g7 · Pion noir sur case blanche h7 · Pion noir sur case noire a5 · Dame blanche sur case noire c3 · Pion blanc sur case blanche a2 · Pion blanc sur case noire b2 · Pion noir sur case noire d2 · Pion noir sur case blanche e2 · Pion noir sur case noire f2 · Pion blanc sur case blanche g2 · Pion blanc sur case noire h2 · Tour blanche sur case blanche d1 · Roi blanc sur case blanche h1 | Fou noir sur case noire d8 · Tour noire sur case blanche g8 · Roi noir sur case noire h8 · Pion blanc sur case blanche d7 · Pion noir sur case noire g7 · Pion noir sur case blanche h7 · Pion noir sur case noire a5 · Dame blanche sur case noire c3 · Pion blanc sur case blanche a2 · Pion blanc sur case noire b2 · Pion noir sur case noire d2 · Pion noir sur case blanche e2 · Pion noir sur case noire f2 · Pion blanc sur case blanche g2 · Pion blanc sur case noire h2 · Tour blanche sur case blanche d1 · Roi blanc sur case blanche h1 | 5 |
| 4 | Fou noir sur case noire d8 · Tour noire sur case blanche g8 · Roi noir sur case noire h8 · Pion blanc sur case blanche d7 · Pion noir sur case noire g7 · Pion noir sur case blanche h7 · Pion noir sur case noire a5 · Dame blanche sur case noire c3 · Pion blanc sur case blanche a2 · Pion blanc sur case noire b2 · Pion noir sur case noire d2 · Pion noir sur case blanche e2 · Pion noir sur case noire f2 · Pion blanc sur case blanche g2 · Pion blanc sur case noire h2 · Tour blanche sur case blanche d1 · Roi blanc sur case blanche h1 | Fou noir sur case noire d8 · Tour noire sur case blanche g8 · Roi noir sur case noire h8 · Pion blanc sur case blanche d7 · Pion noir sur case noire g7 · Pion noir sur case blanche h7 · Pion noir sur case noire a5 · Dame blanche sur case noire c3 · Pion blanc sur case blanche a2 · Pion blanc sur case noire b2 · Pion noir sur case noire d2 · Pion noir sur case blanche e2 · Pion noir sur case noire f2 · Pion blanc sur case blanche g2 · Pion blanc sur case noire h2 · Tour blanche sur case blanche d1 · Roi blanc sur case blanche h1 | Fou noir sur case noire d8 · Tour noire sur case blanche g8 · Roi noir sur case noire h8 · Pion blanc sur case blanche d7 · Pion noir sur case noire g7 · Pion noir sur case blanche h7 · Pion noir sur case noire a5 · Dame blanche sur case noire c3 · Pion blanc sur case blanche a2 · Pion blanc sur case noire b2 · Pion noir sur case noire d2 · Pion noir sur case blanche e2 · Pion noir sur case noire f2 · Pion blanc sur case blanche g2 · Pion blanc sur case noire h2 · Tour blanche sur case blanche d1 · Roi blanc sur case blanche h1 | Fou noir sur case noire d8 · Tour noire sur case blanche g8 · Roi noir sur case noire h8 · Pion blanc sur case blanche d7 · Pion noir sur case noire g7 · Pion noir sur case blanche h7 · Pion noir sur case noire a5 · Dame blanche sur case noire c3 · Pion blanc sur case blanche a2 · Pion blanc sur case noire b2 · Pion noir sur case noire d2 · Pion noir sur case blanche e2 · Pion noir sur case noire f2 · Pion blanc sur case blanche g2 · Pion blanc sur case noire h2 · Tour blanche sur case blanche d1 · Roi blanc sur case blanche h1 | Fou noir sur case noire d8 · Tour noire sur case blanche g8 · Roi noir sur case noire h8 · Pion blanc sur case blanche d7 · Pion noir sur case noire g7 · Pion noir sur case blanche h7 · Pion noir sur case noire a5 · Dame blanche sur case noire c3 · Pion blanc sur case blanche a2 · Pion blanc sur case noire b2 · Pion noir sur case noire d2 · Pion noir sur case blanche e2 · Pion noir sur case noire f2 · Pion blanc sur case blanche g2 · Pion blanc sur case noire h2 · Tour blanche sur case blanche d1 · Roi blanc sur case blanche h1 | Fou noir sur case noire d8 · Tour noire sur case blanche g8 · Roi noir sur case noire h8 · Pion blanc sur case blanche d7 · Pion noir sur case noire g7 · Pion noir sur case blanche h7 · Pion noir sur case noire a5 · Dame blanche sur case noire c3 · Pion blanc sur case blanche a2 · Pion blanc sur case noire b2 · Pion noir sur case noire d2 · Pion noir sur case blanche e2 · Pion noir sur case noire f2 · Pion blanc sur case blanche g2 · Pion blanc sur case noire h2 · Tour blanche sur case blanche d1 · Roi blanc sur case blanche h1 | Fou noir sur case noire d8 · Tour noire sur case blanche g8 · Roi noir sur case noire h8 · Pion blanc sur case blanche d7 · Pion noir sur case noire g7 · Pion noir sur case blanche h7 · Pion noir sur case noire a5 · Dame blanche sur case noire c3 · Pion blanc sur case blanche a2 · Pion blanc sur case noire b2 · Pion noir sur case noire d2 · Pion noir sur case blanche e2 · Pion noir sur case noire f2 · Pion blanc sur case blanche g2 · Pion blanc sur case noire h2 · Tour blanche sur case blanche d1 · Roi blanc sur case blanche h1 | Fou noir sur case noire d8 · Tour noire sur case blanche g8 · Roi noir sur case noire h8 · Pion blanc sur case blanche d7 · Pion noir sur case noire g7 · Pion noir sur case blanche h7 · Pion noir sur case noire a5 · Dame blanche sur case noire c3 · Pion blanc sur case blanche a2 · Pion blanc sur case noire b2 · Pion noir sur case noire d2 · Pion noir sur case blanche e2 · Pion noir sur case noire f2 · Pion blanc sur case blanche g2 · Pion blanc sur case noire h2 · Tour blanche sur case blanche d1 · Roi blanc sur case blanche h1 | 4 |
| 3 | Fou noir sur case noire d8 · Tour noire sur case blanche g8 · Roi noir sur case noire h8 · Pion blanc sur case blanche d7 · Pion noir sur case noire g7 · Pion noir sur case blanche h7 · Pion noir sur case noire a5 · Dame blanche sur case noire c3 · Pion blanc sur case blanche a2 · Pion blanc sur case noire b2 · Pion noir sur case noire d2 · Pion noir sur case blanche e2 · Pion noir sur case noire f2 · Pion blanc sur case blanche g2 · Pion blanc sur case noire h2 · Tour blanche sur case blanche d1 · Roi blanc sur case blanche h1 | Fou noir sur case noire d8 · Tour noire sur case blanche g8 · Roi noir sur case noire h8 · Pion blanc sur case blanche d7 · Pion noir sur case noire g7 · Pion noir sur case blanche h7 · Pion noir sur case noire a5 · Dame blanche sur case noire c3 · Pion blanc sur case blanche a2 · Pion blanc sur case noire b2 · Pion noir sur case noire d2 · Pion noir sur case blanche e2 · Pion noir sur case noire f2 · Pion blanc sur case blanche g2 · Pion blanc sur case noire h2 · Tour blanche sur case blanche d1 · Roi blanc sur case blanche h1 | Fou noir sur case noire d8 · Tour noire sur case blanche g8 · Roi noir sur case noire h8 · Pion blanc sur case blanche d7 · Pion noir sur case noire g7 · Pion noir sur case blanche h7 · Pion noir sur case noire a5 · Dame blanche sur case noire c3 · Pion blanc sur case blanche a2 · Pion blanc sur case noire b2 · Pion noir sur case noire d2 · Pion noir sur case blanche e2 · Pion noir sur case noire f2 · Pion blanc sur case blanche g2 · Pion blanc sur case noire h2 · Tour blanche sur case blanche d1 · Roi blanc sur case blanche h1 | Fou noir sur case noire d8 · Tour noire sur case blanche g8 · Roi noir sur case noire h8 · Pion blanc sur case blanche d7 · Pion noir sur case noire g7 · Pion noir sur case blanche h7 · Pion noir sur case noire a5 · Dame blanche sur case noire c3 · Pion blanc sur case blanche a2 · Pion blanc sur case noire b2 · Pion noir sur case noire d2 · Pion noir sur case blanche e2 · Pion noir sur case noire f2 · Pion blanc sur case blanche g2 · Pion blanc sur case noire h2 · Tour blanche sur case blanche d1 · Roi blanc sur case blanche h1 | Fou noir sur case noire d8 · Tour noire sur case blanche g8 · Roi noir sur case noire h8 · Pion blanc sur case blanche d7 · Pion noir sur case noire g7 · Pion noir sur case blanche h7 · Pion noir sur case noire a5 · Dame blanche sur case noire c3 · Pion blanc sur case blanche a2 · Pion blanc sur case noire b2 · Pion noir sur case noire d2 · Pion noir sur case blanche e2 · Pion noir sur case noire f2 · Pion blanc sur case blanche g2 · Pion blanc sur case noire h2 · Tour blanche sur case blanche d1 · Roi blanc sur case blanche h1 | Fou noir sur case noire d8 · Tour noire sur case blanche g8 · Roi noir sur case noire h8 · Pion blanc sur case blanche d7 · Pion noir sur case noire g7 · Pion noir sur case blanche h7 · Pion noir sur case noire a5 · Dame blanche sur case noire c3 · Pion blanc sur case blanche a2 · Pion blanc sur case noire b2 · Pion noir sur case noire d2 · Pion noir sur case blanche e2 · Pion noir sur case noire f2 · Pion blanc sur case blanche g2 · Pion blanc sur case noire h2 · Tour blanche sur case blanche d1 · Roi blanc sur case blanche h1 | Fou noir sur case noire d8 · Tour noire sur case blanche g8 · Roi noir sur case noire h8 · Pion blanc sur case blanche d7 · Pion noir sur case noire g7 · Pion noir sur case blanche h7 · Pion noir sur case noire a5 · Dame blanche sur case noire c3 · Pion blanc sur case blanche a2 · Pion blanc sur case noire b2 · Pion noir sur case noire d2 · Pion noir sur case blanche e2 · Pion noir sur case noire f2 · Pion blanc sur case blanche g2 · Pion blanc sur case noire h2 · Tour blanche sur case blanche d1 · Roi blanc sur case blanche h1 | Fou noir sur case noire d8 · Tour noire sur case blanche g8 · Roi noir sur case noire h8 · Pion blanc sur case blanche d7 · Pion noir sur case noire g7 · Pion noir sur case blanche h7 · Pion noir sur case noire a5 · Dame blanche sur case noire c3 · Pion blanc sur case blanche a2 · Pion blanc sur case noire b2 · Pion noir sur case noire d2 · Pion noir sur case blanche e2 · Pion noir sur case noire f2 · Pion blanc sur case blanche g2 · Pion blanc sur case noire h2 · Tour blanche sur case blanche d1 · Roi blanc sur case blanche h1 | 3 |
| 2 | Fou noir sur case noire d8 · Tour noire sur case blanche g8 · Roi noir sur case noire h8 · Pion blanc sur case blanche d7 · Pion noir sur case noire g7 · Pion noir sur case blanche h7 · Pion noir sur case noire a5 · Dame blanche sur case noire c3 · Pion blanc sur case blanche a2 · Pion blanc sur case noire b2 · Pion noir sur case noire d2 · Pion noir sur case blanche e2 · Pion noir sur case noire f2 · Pion blanc sur case blanche g2 · Pion blanc sur case noire h2 · Tour blanche sur case blanche d1 · Roi blanc sur case blanche h1 | Fou noir sur case noire d8 · Tour noire sur case blanche g8 · Roi noir sur case noire h8 · Pion blanc sur case blanche d7 · Pion noir sur case noire g7 · Pion noir sur case blanche h7 · Pion noir sur case noire a5 · Dame blanche sur case noire c3 · Pion blanc sur case blanche a2 · Pion blanc sur case noire b2 · Pion noir sur case noire d2 · Pion noir sur case blanche e2 · Pion noir sur case noire f2 · Pion blanc sur case blanche g2 · Pion blanc sur case noire h2 · Tour blanche sur case blanche d1 · Roi blanc sur case blanche h1 | Fou noir sur case noire d8 · Tour noire sur case blanche g8 · Roi noir sur case noire h8 · Pion blanc sur case blanche d7 · Pion noir sur case noire g7 · Pion noir sur case blanche h7 · Pion noir sur case noire a5 · Dame blanche sur case noire c3 · Pion blanc sur case blanche a2 · Pion blanc sur case noire b2 · Pion noir sur case noire d2 · Pion noir sur case blanche e2 · Pion noir sur case noire f2 · Pion blanc sur case blanche g2 · Pion blanc sur case noire h2 · Tour blanche sur case blanche d1 · Roi blanc sur case blanche h1 | Fou noir sur case noire d8 · Tour noire sur case blanche g8 · Roi noir sur case noire h8 · Pion blanc sur case blanche d7 · Pion noir sur case noire g7 · Pion noir sur case blanche h7 · Pion noir sur case noire a5 · Dame blanche sur case noire c3 · Pion blanc sur case blanche a2 · Pion blanc sur case noire b2 · Pion noir sur case noire d2 · Pion noir sur case blanche e2 · Pion noir sur case noire f2 · Pion blanc sur case blanche g2 · Pion blanc sur case noire h2 · Tour blanche sur case blanche d1 · Roi blanc sur case blanche h1 | Fou noir sur case noire d8 · Tour noire sur case blanche g8 · Roi noir sur case noire h8 · Pion blanc sur case blanche d7 · Pion noir sur case noire g7 · Pion noir sur case blanche h7 · Pion noir sur case noire a5 · Dame blanche sur case noire c3 · Pion blanc sur case blanche a2 · Pion blanc sur case noire b2 · Pion noir sur case noire d2 · Pion noir sur case blanche e2 · Pion noir sur case noire f2 · Pion blanc sur case blanche g2 · Pion blanc sur case noire h2 · Tour blanche sur case blanche d1 · Roi blanc sur case blanche h1 | Fou noir sur case noire d8 · Tour noire sur case blanche g8 · Roi noir sur case noire h8 · Pion blanc sur case blanche d7 · Pion noir sur case noire g7 · Pion noir sur case blanche h7 · Pion noir sur case noire a5 · Dame blanche sur case noire c3 · Pion blanc sur case blanche a2 · Pion blanc sur case noire b2 · Pion noir sur case noire d2 · Pion noir sur case blanche e2 · Pion noir sur case noire f2 · Pion blanc sur case blanche g2 · Pion blanc sur case noire h2 · Tour blanche sur case blanche d1 · Roi blanc sur case blanche h1 | Fou noir sur case noire d8 · Tour noire sur case blanche g8 · Roi noir sur case noire h8 · Pion blanc sur case blanche d7 · Pion noir sur case noire g7 · Pion noir sur case blanche h7 · Pion noir sur case noire a5 · Dame blanche sur case noire c3 · Pion blanc sur case blanche a2 · Pion blanc sur case noire b2 · Pion noir sur case noire d2 · Pion noir sur case blanche e2 · Pion noir sur case noire f2 · Pion blanc sur case blanche g2 · Pion blanc sur case noire h2 · Tour blanche sur case blanche d1 · Roi blanc sur case blanche h1 | Fou noir sur case noire d8 · Tour noire sur case blanche g8 · Roi noir sur case noire h8 · Pion blanc sur case blanche d7 · Pion noir sur case noire g7 · Pion noir sur case blanche h7 · Pion noir sur case noire a5 · Dame blanche sur case noire c3 · Pion blanc sur case blanche a2 · Pion blanc sur case noire b2 · Pion noir sur case noire d2 · Pion noir sur case blanche e2 · Pion noir sur case noire f2 · Pion blanc sur case blanche g2 · Pion blanc sur case noire h2 · Tour blanche sur case blanche d1 · Roi blanc sur case blanche h1 | 2 |
| 1 | Fou noir sur case noire d8 · Tour noire sur case blanche g8 · Roi noir sur case noire h8 · Pion blanc sur case blanche d7 · Pion noir sur case noire g7 · Pion noir sur case blanche h7 · Pion noir sur case noire a5 · Dame blanche sur case noire c3 · Pion blanc sur case blanche a2 · Pion blanc sur case noire b2 · Pion noir sur case noire d2 · Pion noir sur case blanche e2 · Pion noir sur case noire f2 · Pion blanc sur case blanche g2 · Pion blanc sur case noire h2 · Tour blanche sur case blanche d1 · Roi blanc sur case blanche h1 | Fou noir sur case noire d8 · Tour noire sur case blanche g8 · Roi noir sur case noire h8 · Pion blanc sur case blanche d7 · Pion noir sur case noire g7 · Pion noir sur case blanche h7 · Pion noir sur case noire a5 · Dame blanche sur case noire c3 · Pion blanc sur case blanche a2 · Pion blanc sur case noire b2 · Pion noir sur case noire d2 · Pion noir sur case blanche e2 · Pion noir sur case noire f2 · Pion blanc sur case blanche g2 · Pion blanc sur case noire h2 · Tour blanche sur case blanche d1 · Roi blanc sur case blanche h1 | Fou noir sur case noire d8 · Tour noire sur case blanche g8 · Roi noir sur case noire h8 · Pion blanc sur case blanche d7 · Pion noir sur case noire g7 · Pion noir sur case blanche h7 · Pion noir sur case noire a5 · Dame blanche sur case noire c3 · Pion blanc sur case blanche a2 · Pion blanc sur case noire b2 · Pion noir sur case noire d2 · Pion noir sur case blanche e2 · Pion noir sur case noire f2 · Pion blanc sur case blanche g2 · Pion blanc sur case noire h2 · Tour blanche sur case blanche d1 · Roi blanc sur case blanche h1 | Fou noir sur case noire d8 · Tour noire sur case blanche g8 · Roi noir sur case noire h8 · Pion blanc sur case blanche d7 · Pion noir sur case noire g7 · Pion noir sur case blanche h7 · Pion noir sur case noire a5 · Dame blanche sur case noire c3 · Pion blanc sur case blanche a2 · Pion blanc sur case noire b2 · Pion noir sur case noire d2 · Pion noir sur case blanche e2 · Pion noir sur case noire f2 · Pion blanc sur case blanche g2 · Pion blanc sur case noire h2 · Tour blanche sur case blanche d1 · Roi blanc sur case blanche h1 | Fou noir sur case noire d8 · Tour noire sur case blanche g8 · Roi noir sur case noire h8 · Pion blanc sur case blanche d7 · Pion noir sur case noire g7 · Pion noir sur case blanche h7 · Pion noir sur case noire a5 · Dame blanche sur case noire c3 · Pion blanc sur case blanche a2 · Pion blanc sur case noire b2 · Pion noir sur case noire d2 · Pion noir sur case blanche e2 · Pion noir sur case noire f2 · Pion blanc sur case blanche g2 · Pion blanc sur case noire h2 · Tour blanche sur case blanche d1 · Roi blanc sur case blanche h1 | Fou noir sur case noire d8 · Tour noire sur case blanche g8 · Roi noir sur case noire h8 · Pion blanc sur case blanche d7 · Pion noir sur case noire g7 · Pion noir sur case blanche h7 · Pion noir sur case noire a5 · Dame blanche sur case noire c3 · Pion blanc sur case blanche a2 · Pion blanc sur case noire b2 · Pion noir sur case noire d2 · Pion noir sur case blanche e2 · Pion noir sur case noire f2 · Pion blanc sur case blanche g2 · Pion blanc sur case noire h2 · Tour blanche sur case blanche d1 · Roi blanc sur case blanche h1 | Fou noir sur case noire d8 · Tour noire sur case blanche g8 · Roi noir sur case noire h8 · Pion blanc sur case blanche d7 · Pion noir sur case noire g7 · Pion noir sur case blanche h7 · Pion noir sur case noire a5 · Dame blanche sur case noire c3 · Pion blanc sur case blanche a2 · Pion blanc sur case noire b2 · Pion noir sur case noire d2 · Pion noir sur case blanche e2 · Pion noir sur case noire f2 · Pion blanc sur case blanche g2 · Pion blanc sur case noire h2 · Tour blanche sur case blanche d1 · Roi blanc sur case blanche h1 | Fou noir sur case noire d8 · Tour noire sur case blanche g8 · Roi noir sur case noire h8 · Pion blanc sur case blanche d7 · Pion noir sur case noire g7 · Pion noir sur case blanche h7 · Pion noir sur case noire a5 · Dame blanche sur case noire c3 · Pion blanc sur case blanche a2 · Pion blanc sur case noire b2 · Pion noir sur case noire d2 · Pion noir sur case blanche e2 · Pion noir sur case noire f2 · Pion blanc sur case blanche g2 · Pion blanc sur case noire h2 · Tour blanche sur case blanche d1 · Roi blanc sur case blanche h1 | 1 |
|   | a | b | c | d | e | f | g | h |   |

La première partie ci-dessous démontre la force des pions. La position finale est l'une des plus surprenantes de l'histoire des échecs.
Alexander McDonnell - Louis-Charles Mahé de La Bourdonnais,
Londres, 1834, défense sicilienne (Code ECO : B32) :
1. e4 c5 2. Cf3 Cc6 3. d4 cxd4 4. Cxd4 e5
Il s'agit de la variante La Bourdonnais.
5. Cx6 bxc6 6. Fc4 Cf6 7. Fg5 Fe7 8. De2 d5 9. Fxf6 Fxf6 10. Fb3 0-0 11. 0-0 a5 12. exd5 cxd5 13. Td1 d4 14. c4 Db6 15. Fc2 Fb7 16. Cd2 Tae8! 17. Ce4 Fd8 18. c5 Dc6 19. f3 Fe7 20. Tac1 f5 21. Dc4+ Rh8 22. Fa4 Dh6! 23. Fxe8 fxe4 24. c6 exf3? (24...De3+ 25. Rh1 exf3) 25. Tc2 De3+ 26. Rh1?
Le maître yougoslave Vukovic indique qu'après 26. Tf2 fxg2, le coup 27. De2 est bon pour les Blancs.
26...Fc8 27. Fd7 f2 28. Tf1 d3 29. Tc3 Fxd7 30. cxd7 (si 30. Txd3, alors 30...De2!) 30...e4 31. Dc8 Fd8 32. Dc4 De1 33. Tc1 d2 34. Dc5 Tg8 35. Td1 e3 36. Dc3 Dxd1! 37. Txd1 e2 (diagramme) 0-1.
Les trois pions noirs dominent la dame et la tour blanche, la promotion d'un pion noir en dame est inarrêtable.
Autre partie :
- Louis-Charles Mahé de La Bourdonnais - Alexander MacDonnell, Londres, 1834, Gambit de la reine accepté (D20), 1–0

La Bourdonnais (avec les Blancs) punit l'attaque prématurée de McDonnell.

## Publications
- Mémoires historiques de B.-F. Mahé de La Bourdonnais: gouverneur des îles de France et de Bourbon, 1827.
- Nouveau traité du jeu des échecs, 1833.
- Le Palamède, revue mensuelle des échecs - Année 1836
- Le Palamède, revue mensuelle des échecs - Année 1837
- Le Palamède, revue mensuelle des échecs - Année 1838